# کلمی زابن
کلمی زابن (به انگلیسی: Klemi Saban) مدافع اهل اسرائیل است که از سال ۲۰۰۴ تا ۲۰۱۰ میلادی عضو تیم ملی فوتبال اسرائیل بوده و در ۲۵ بازی ملی حضور داشته است. کلمی زابن توانسته در بازی‌های ملی، ۱ گل به ثمر برساند.